# 파사이아
파사이아(바스크어: Pasaia, 스페인어: Pasajes 파사헤스[*])는 스페인 바스크 지방의 주인 기푸스코아주의 도시로, 인구는 16,091명(2007년 기준), 면적은 11.34km2이다.

## 갤러리

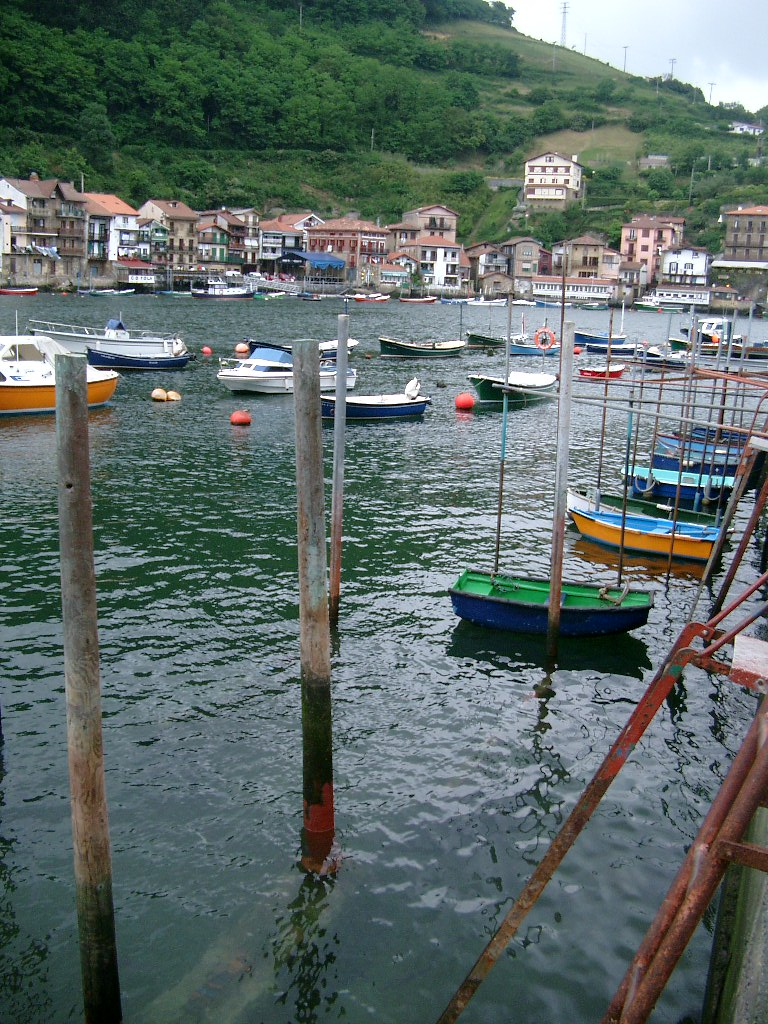
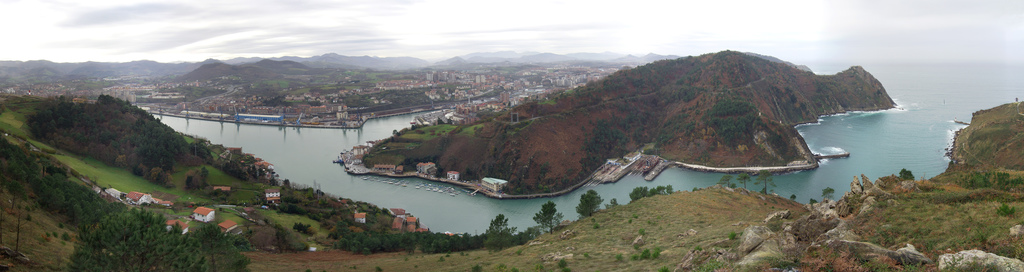